# メチルアミンデヒドロゲナーゼ
メチルアミンデヒドロゲナーゼ(methylamine dehydrogenase)は、メタン代謝酵素の一つで、次の化学反応を触媒する酸化還元酵素である。
メチルアミン + H2O + 2 アミシアニン {\displaystyle \rightleftharpoons } ホルムアルデヒド + NH3 + 2 還元型アミシアニン
反応式の通り、この酵素の基質はメチルアミンとH2Oとアミシアニン、生成物はホルムアルデヒドとNH3と還元型アミシアニンである。補因子としてTTQを用いる。
組織名はprimary-amine:acceptor oxidoreductase (deaminating)で、別名にmethylamine dehydrogenase, primary-amine dehydrogenase, amine: (acceptor) oxidoreductase (deaminating), primary-amine:(acceptor) oxidoreductase (deaminating)がある。